# Jan Boskam
Jan Boskam (Nimega, XVII secolo – Amsterdam, XVIII secolo) è stato un medaglista olandese.

## Biografia
Boskam nacque a Nimega nella seconda metà del XVII secolo.
Attivo tra la fine del XVII secolo e gli inizi del XVIII secolo, si dimostrò uno dei più famosi e apprezzati incisori di medaglie del suo tempo, molto brillante nelle composizioni.
Fino al 1703 lavorò per Guglielmo III d'Orange, re d'Inghilterra, dopo di che si trasferì a Berlino.
Dal 1706 soggiornò ad Amsterdam, dove rimase per tre anni.
Tra le sue opere principali si possono menzionare i ritratti dei grandi protagonisti contemporanei, oltre a numerosi episodi politici e bellici della sua epoca.
Si ricordano le medaglie con: Guglielmo e Maria (1689); Battaglia di La Hague (1693); Principe Luigi del Baden (1694);   Morte di Guglielmo III (1702); Battaglia di Blenheim, Jansenius e Fénélon (1704)., caratterizzata dalla vista del Danubio, del campo di battaglia sullo sfondo e della figura del duca di Marlborough in primo piano.
L'artista firmò tutte le sue opere, solitamente con il suo nome inciso per intero, oppure con una firma abbreviata con una I e una B o ancora con B. K.
Boskam morì ad Amsterdam agli inizi del XVIII secolo.
Le medaglie di Boskam sono esposte nei principali musei del mondo, tra i quali il Rijksmuseum di Amsterdam, la Royal Collection, il British Museum, il National Maritime Museum, il Tate.

## Opere
- Guglielmo e Maria (1689);
- Battaglia di La Hague (1693);
- Principe Luigi del Baden (1694);
- Morte di Guglielmo III (1702);
- Battaglia di Blenheim, Jansenius e Fénélon (1704).